# AH-64 Apache
Boeing AH-64 Apache er den amerikanske hærs primære kamphelikopter. Den er efterfølgeren til Bell AH-1 Cobra. Hughes udviklede AH-64, men blev opslugt af McDonnell Douglas i 1984, der igen blev overtaget af Boeing i 1997.

## Udgaver
AH-64 Apache er bygget i to udgaver. AH-64A Apache og AH-64D Apache Longbow. Apache Longbow kan kendes på sin karakteristiske radardome på toppen af hovedrotoren.

## Brugere
- Israel
- Royal Air Force
- Holland
- Grækenland
- United States Army
- Singapore
- Japan
- Egypten
- Saudi-Arabien
- Kuwait
- Forenede Arabiske Emirater
- Sydkorea
- Bahrain
- Jordan
- Pakistan